# Trădarea cazacilor
Trădarea cazacilor, (cunoscută și ca Tragedia de pe Drau (Drava)  sau Masacrul cazacilor de la Lienz)  se referă la repatrierea forțată în URSS a cazacilor și a altor etnici ruși care luptaseră în rândurile armatei germane în timpul celui de-al doilea război mondial. 

Repatrierea acestor soldați a fost hotărâtă în timpul Conferinței de la Ialta. Cei mai mulți dintre repatriați erau cetățeni sovietici, dar erau și cetățeni ai altor țări, care părăsiseră Rusia mai înainte de încheierea războiului civil, sau care se născuseră în exil. Acești cazaci și ruși, care au luptat împotriva Aliaților în rândul forțelor Axei, au fost etichetați drept  „fasciști”, dar odată cu ei au fost repatriați și membrii familiilor lor, (femei, copii sau, bătrâni).

Cazacii care au luptat împotriva Aliaților nu au considerat că serviciul militar în rândurile armatei germane este o trădare a „patriei-mamă” Rusia, ci o continuare a luptei lor împotriva guvernului comunist, în special împotriva bolșevismului în general. Nikolai Tolstoy a descris aceste evenimente care au rezultat din înțelegerile de la Ialta, care nu au fost cunoscute în occident, drept „Trădarea secretă”. Operațiunea de repatriere organizată de britanici la Lienz, Austria, este cea mai cunoscută și mai bine studiată, deoarece cazacii s-au răsculat împotriva britanicilor. 

## Cadru general
În timpul războiului civil (1917 – 1923), mai multe mii de ruși s-au înrolat în Armata Voluntarilor și în Mișcarea Albă și au luptat împotriva Armatei Roșii bolșevice. Armatele căzăcești, (în număr de 11 la începutul primului război mondial), au format grosul efectivelor Mișcării Albe. Astfel, cazacii au devenit cea mai puternică forță antirevoluționară angajată în luptă cu forțele guvernului bolșevic. Pentru acest motiv, Troțki a impus „decazacizarea” ca pedeapsă colectivă împotriva cazacilor, în mod special a celor de pe Don și a celor din Kuban. O parte a cazacilor au reușit să fugă în Balcani, unde au înființat Uniunea generală a combatanților ruși, ROVS.

Cazacii care au rămas în Rusia au suportat un deceniu de represiuni continui, printre care răpirea pământurilor strămoșești, asimilarea și deznaționalizarea forțată, represiunea religioasă, deportarea și, nu în ultimul rând, decimarea prin înfometare. Represiunea a mai scăzut în intensitate, iar cazacii au reprimit unele privilegii după publicarea romanului „Pe Donul liniștit” (1934) de Mihail Șolohov. 

## Al doilea război mondial
Pe 22 iunie 1941, Germania Nazistă a declanșat atacul împotriva Uniunii Sovietice prin Operațiunea Barbarossa. Imediat după atac, unii dintre liderii ROVS, în principal emigranții cazaci Piotr Krasnov și Andrei Șkuro, i-au cerut permisiunea ministrului nazist al propagandei Joseph Goebbels să lupte alături de germani împotriva Rusiei bolșevice. Goebbels a fost încântat de idee și, începând cu anul 1942, generalii Krasnov și Șkuro au organizat o forță căzăcească prin recrutarea unor prizonieri de război sovietici capturați de Wehrmacht. Aceștia urmau să lupte sub comanda generalului Helmuth von Pannwitz.

Wehrmachtul a acceptat ca militarii cazaci să formeze propriile lor unități, cu uniforme și însemne distincte. Astfel, a fost formată „Divizia I de cazaci” în anul următor. Deși unitățile de cazaci au fost formate pentru lupta împotriva comuniștilor, până în momentul în care ele au fost gata de acțiune, Armata Roșie reușise deja să elibereze cea mai mare parte a teritoriului ocupat de naziști, iar aceasta a făcut ca ele să fie transferate în Balcani, unde au fost implicate în lupta împotriva partizanilor iugoslavi comandați de Josip Broz Tito. Spre sfârșitul războiului, unitățile de cazaci au trecut sub controlul Waffen-SS.

## Consecințele înțelegerilor de la Ialta și Teheran

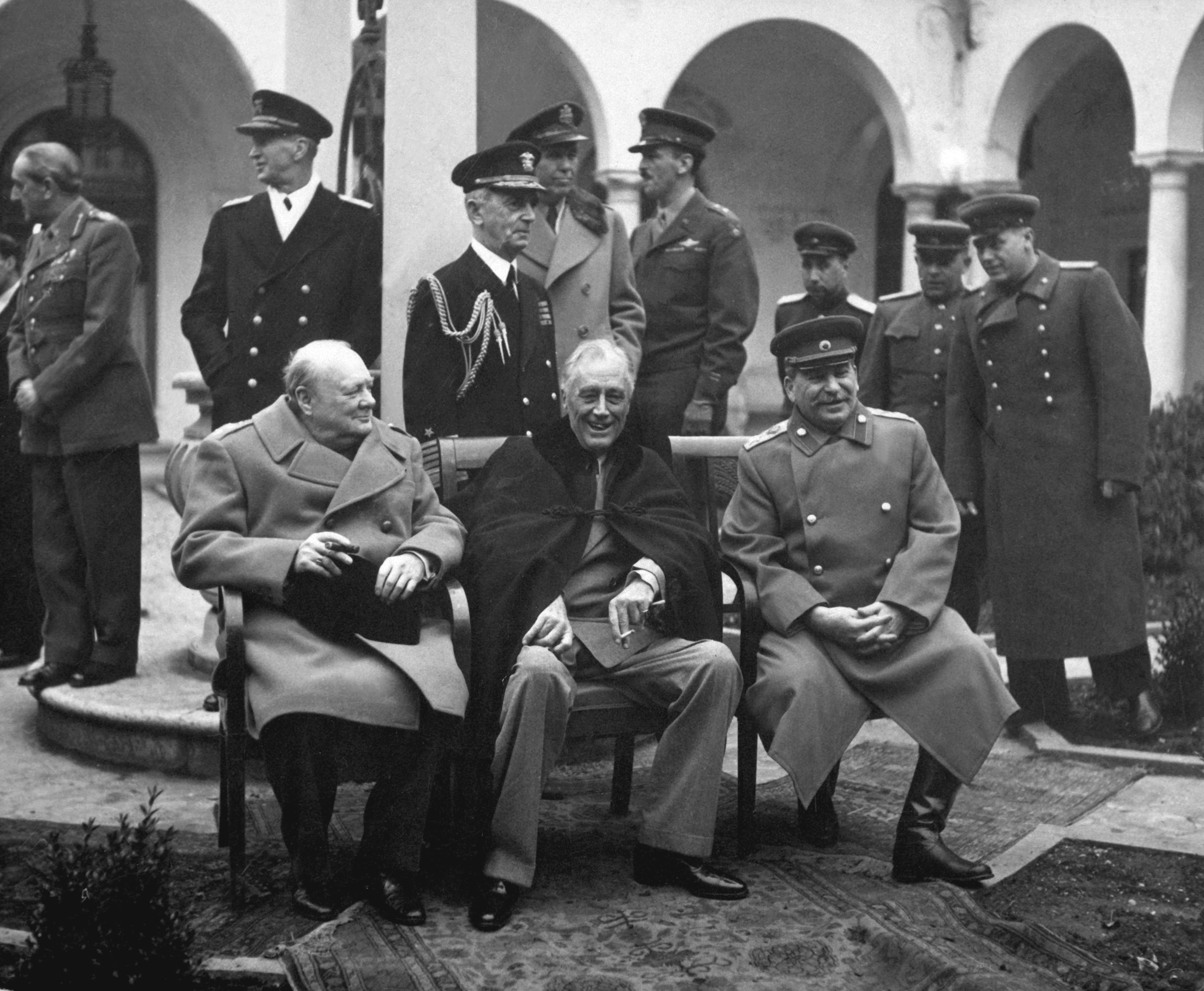
Churchill, Roosevelt şi Stalin la Ialta

Printre altele, înțelegerile semnate la Ialta și Teheran de către președintele SUA Roosevelt, presedintele sovietic Stalin și primul ministru britanic Churchill au determinat soarta cazacilor care nu au luptat pentru URSS, chiar și a celor care au fost prizonieri de război ai germanilor. Stalin a obținut acceptul aliaților occidentali  pentru repatrierea a tuturor cetățenilor sovietici ținuți prizonieri. Se pare că Roosevelt și Churchill s-au temut ca sovieticii să întârzie sau chiar să refuze eliberarea prizonierii aliați din lagărele germane eliberate de Armata Roșie.  După semnarea înțelegerilor de la Ialta, Churchill l-a întrebat pe Stalin: „Au luptat cazacii și alte minorități împotriva noastră”, la care acesta din urmă a răspuns: „Ei au luptat cu ferocitate, ca să nu spunem cu bestialitate, pentru germani”.

Spre sfârșitul războiului, Piotr Krasnov și alți lideri cazaci l-au convins pe Hitler să permită civililor și necombatanților cazaci să se așeze definitiv în regiunea mai slab populată Carnia, din Alpii italieni. Cazacii s-au mutat aici și au fondat mai multe stanițe, cu administrație, biserici, școli și trupe de ordine proprii. Odată cu înaintarea Aliaților spre nordul Italiei, partizanii italieni le-au cerut cazacilor să părăsească regiunea Carnia și să plece spre nord, spre Austria. Aici, cazacii au fost făcuți prizonieri lângă Lienz, pe malurile râului Drava. Britanicii i-au internat într-un lagăr de prizonieri încropit în mare grabă. Timp de câteva zile, britanicii s-au purtat bine cu cazacii, dându-le acestora impresia că îi vor trata ca pe niște refugiați politic. În acest timp, unitățile Armatei Roșii s-au apropiat dinspre est, grăbindu-se să facă joncțiunea cu trupele aliaților occidentali. Pentru scurt timp, cazacii au crezut că nu vor fi repatriați, fiind sub protecția britanicilor.

Britanicii au transportat pe 28 mai 1945 2.046 de ofițeri cazaci prizonieri, printre care și generalii Piotr Krasnov, Andrei Șkuro și Sultan-Ghirei Klîci, spre cel mai apropiat oraș deținut de Armata Roșie. Aici, britanicii i-au predat comandantului local sovietic, care a dispus judecarea lor pentru trădare.  Numeroși conducători cazaci nu fuseseră niciodată cetățeni sovietici, deoarece fugiseră din Rusia în perioada mai înainte de 1920. Astfel, ei nu puteau fi judecați pentru trădare. Cu toate acestea, unii dintre ei au fost executați imediat. Ofițerii cei mai importanți au fost judecați și executați la Moscova. Astfel, generalul Piotr Krasnov a fost executat prin spânzurare într-o piață publică. Generalul Helmuth von Pannwitz, care deși făcea parte din Wehrmacht, fusese unul dintre principalii organizatori ai trupelor de cazaci recrutați din lagărele naziste de prizonieri, a împărtășit aceeași soartă cu cei pe care i-a comandat și a fost executat alături de alți cinci generali și atamani la Moscova, în 1947.

Pe 1 iunie 1945, britanicii au transportat aproximativ 32.000 de cazaci (împreună cu femeile, copii și bătrânii care îi însoțeau) cu ajutorul autobuzelor și trenurilor, predându-i sovieticilor. Repatrieri forțate ale cazacilor de mai mică amploare au avut loc și în regiunile de ocupație americane din Austria și Germania. Numeroși cazaci au fost trimiși în lagărele de muncă ale Gulagului, în nordul Rusiei și în Siberia, unde mulți dintre ei au murit de epuizare, foame sau boli. Cei care au supraviețuit au fost amnistiați de Hrușciov în timpul campaniei de destalinizare. Aproximativ două milioane de persoane au fost repatriate în URSS la sfârșitul celui de-al doilea război mondial. Istoricii au calculat că, dintre aceștia, au fost repatriați 45.000 – 50.000 de cazaci, deși există estimări care variază de la 15.000 la 150.000 de cazaci.

## Lienz
Armata britanică a ajuns pe 28 mai 1945 la Lienz, la așa-numitul Camp Peggetz, unde se aflau 2.479 cazaci, dintre care 2.201 ofițeri și soldați. Cazacii au fost invitați la o „întâlnire” importantă cu oficialii britanici. Cazacii au fost informați că urmau să se reîntoarcă la Lienz pe la șase seara. Cu toate acestea, unii dintre cazaci s-au arătat neîncrezători, dar comandanții britanici i-au reasigurat că se vor întoarce în aceeași seară. Unul dintre ofițerii englezi și-a dat cuvântul de onoare că este vorba doar de o întâlnire oficială. Repatrierea cazacilor de la Lienz a avut un caracter aparte, deoarece cazacii s-au opus cu violență încercării britanicilor de a-i preda sovieticilor. 

Julius Epstein avea să descrie în cartea sa Operation Keelhaul (1973) momentele dramatice ale repatrierii forțate. Astfel, unii dintre cazaci s-au sinucis. Restul a refuzat să se urce în camioane. Soldații britanici, înarmați cu arme de foc și cu bastoane i-au bătut pe cazaci până unii dintre aceștia din urmă au rămas inconștienți, după care i-au aruncat literalmente în mașinile de transport.

Britanicii i-au transportat pe cazaci până în primul oraș aflat sub controlul Armatei Roșii , unde au fost predați autorităților militare sovietice. În orașul austriac Tristach se află un monument ridicat în amintirea generalului Helmuth von Pannwitz și a cazacilor în „Corpul al XV-lea SS de cavalerie cazacă”, morți în luptă, în prizonierat sau executați.

## Alte repatrieri

### Judenburg, Austria
În zilele de 1 și 2 iunie, aproximativ 18.000 de cazaci au fost predați sovieticilor lângă orașul 
austriac Judenburg. Dintre aceștia, aproximativ 50 – 60 de soldați și cam 10 ofițeri au reușit să evadeze atacând gărzile cu ajutorul unor grenade de mână, după care s-au refugiat în pădurile din zonă.

### Fort Dix, New Jersey, SUA
Deși cel mai mare număr de cazaci repatriați au fost cei prizonieri în Europa, a existat și un caz de repatriere forțată de la Fort Dix, New Jersey, SUA. Autoritățile americane au hotărât să repatrieze în URSS 154  de persoane. Dintre aceștia, 3 s-au sinucis pe când se mai aflau încă pe teritoriul american, iar șapte au fost răniți.

## Urmări
Ofițerii cazaci, mai realiști decât soldații de rând, au luat foarte serios în calcul posibilitate repatrierii forțate în URSS. Ei au sperat totuși ca britanicii să aprecieze lupta lor anticomunistă, neavând nicio informație despre înțelegerile de la Ialta. Când au descoperit intențiile aliaților, unii au evadat, posibil și cu complicitatea unor soldați și ofițeri aliați,  alții s-au opus, iar alții s-au sinucis. Cazacii care au scăpat de repatriere s-au ascuns prin păduri și munți, au fost ascunși de populația locală germană, iar alții s-au folosit de identități false. În cele din urmă, ei au fost primiți în lagăre de persoane strămutate, unde și-au declarat identități false. Unii dintre emigrat în SUA, alții au devenit cetățenii unor state precum Germania, Franța, Italia sau Austria. Cei mai mulți cazaci și-au ascuns adevărata identitate până după prăbușirea Uniunii Sovietice. 

### Amnistierea cazacilor
După moartea lui Stalin (5 martie 1953), Hrușciov a declanșat procesul de destalinizare. Un prim grup de deținuți din lagărele de muncă sovietice a fost amnistiat pe 27 martie 1953. pentru ca prevederile primului decret de amnistie să fie extinse pe 17 septembrie 1955. Cu toate acestea, anumite crime politice au fost excluse de la amnistiere.

### Monumente
În orașul austriac Lienz se află un cimitir cu optsprezece morminte, cu un monument ridicat în amintirea „tragediei de pe Drava”.